# Friedrich Stromeyer
Friedrich Stromeyer (2. srpna 1776 Göttingen – 18. srpna 1835 Göttingen) byl německý chemik a objevitel kadmia.
Od roku 1982 se v Německu uděluje Cena Friedricha Stromeyera za úspěchy v oblasti chemie.

## Životopis
Narodil se 2. srpna 1776 v Göttingenu doktoru Ernerstu Johannu Friedrichu Stromeyerovi a jeho manželce Mariii Magdaleny Johanny von Blum.
Vystudoval chemii a medicínu v Göttingenu a Paříži. V roce 1800 získal na univerzitě v Göttingenu titul doktora medicíny pod vedením Johanna Friedricha Gmelina a Louise Nicolase Vauquelina. Poté byl profesorem na univerzitě a působil také jako inspektor lékárníků. Mezi jeho studenty patřil i Robert Bunsen.
V roce 1817 objevil při studiu sloučenin prvek kadmium, to je běžná příměs sloučenin zinku. Často se vyskytuje jen v nepatrném množství. Jako první také doporučil škrob jako činidlo pro volný jod. Rovněž se věnoval studiu arsanu a bismutanových solí. V roce 1819 jako první vědec popsal minerál eudialyt.
V roce 1826 byl zvolen členem Královské společnosti v Edinburghu. Jeho navrhovatelem byl Edward Turner. V následujícím roce byl zvolen zahraničním členem Královské společnosti v Londýně.
V roce 1832 mineralog François Sulpice Beudant pojmenoval minerál stromeyerit na jeho počest. Tento minerál byl nalezen na území Česka.
Zemřel 18. srpna 1835 v Göttingenu ve věku 59 let.